# Балш
Балш (рум. Balș) — місто у повіті Олт в Румунії. Адміністративно місту підпорядковані такі села (дані про населення за 2002 рік):
- Корбень (722 особи)
- Ромина (444 особи)
- Тейш (722 особи)

Місто розташоване на відстані 159 км на захід від Бухареста, 22 км на південний захід від Слатіни, 22 км на схід від Крайови.

## Населення
За даними перепису населення 2002 року у місті проживала 21 271 особа.
Національний склад населення міста:
| Національність | Кількість осіб | Відсоток |
| -------------- | -------------- | -------- |
| румуни         | 20691          | 97,3%    |
| цигани         | 569            | 2,7%     |
| угорці         | 6              | < 0,1%   |
| німці          | 2              | < 0,1%   |
| турки          | 1              | < 0,1%   |
| китайці        | 1              | < 0,1%   |

Рідною мовою назвали:
| Мова      | Кількість осіб | Відсоток |
| --------- | -------------- | -------- |
| румунська | 20797          | 97,8%    |
| циганська | 465            | 2,2%     |
| угорська  | 5              | < 0,1%   |
| німецька  | 3              | < 0,1%   |
| китайська | 1              | < 0,1%   |

Склад населення міста за віросповіданням:
| Релігія            | Кількість осіб | Відсоток |
| ------------------ | -------------- | -------- |
| православні        | 21112          | 99,3%    |
| адвентисти         | 54             | 0,3%     |
| баптисти           | 36             | 0,2%     |
| п'ятдесятники      | 20             | 0,1%     |
| римо-католики      | 10             | < 0,1%   |
| реформати          | 5              | < 0,1%   |
| не релігійні       | 2              | < 0,1%   |
| атеїсти            | 2              | < 0,1%   |
| не вказали релігію | 1              | < 0,1%   |

## Зовнішні посилання
- Дані про місто Балш на сайті Ghidul Primăriilor [Архівовано 15 травня 2012 у Wayback Machine.]